# Turold-Höhle
Die Turold-Höhle (Jeskyně na Turoldu) im Berg Turold am Nordrand von Mikulov  (deutsch: Nikolsburg) stellt das größte in Jurakalkstein gebildete Höhlensystem in Tschechien dar. Die im Biosphärenreservat Pálava gelegene Höhle bildet darüber hinaus einen wichtigen Überwinterungsplatz für verschiedene Fledermausarten.

## Geschichte
Die ältesten Erwähnungen einer Höhle im 385 Meter hohen Berg Turold stammen aus dem Jahr 1669. Diese Höhle wurde allerdings zwischen 1873 und 1934 durch den dort betriebenen Steinbruch zerstört. 1951 wurde in einer Seehöhe von 304 Metern über dem Meer der Zugang zur heutigen Höhle entdeckt und im Laufe der nächsten Jahre Gänge und Kammern in einer Länge von rund 470 Metern entdeckt.
Erstmals der Öffentlichkeit zugänglich gemacht wurde die Turold-Höhle zwischen 1958 und 1967. Nach dem Tod der beiden Entdecker Závada und Holan wurde die Jeskyně na Turoldu für den Tourismus geschlossen. In den folgenden Jahren wurde die Höhle durch verschiedene Vandalenakte (Zerstörung der elektrischen Leitungen und Stiegenanlagen, Schmierereien,…) beschädigt.
1974 bildete sich in Mikulov eine speläologische Gruppe, die sich um die Turold-Höhle kümmerte und sie schließlich 2004 mit Hilfe der Stadt wieder dem Tourismus zugänglich machte. Seit 2002 besitzt die Höhle den Status eines Naturreservats.

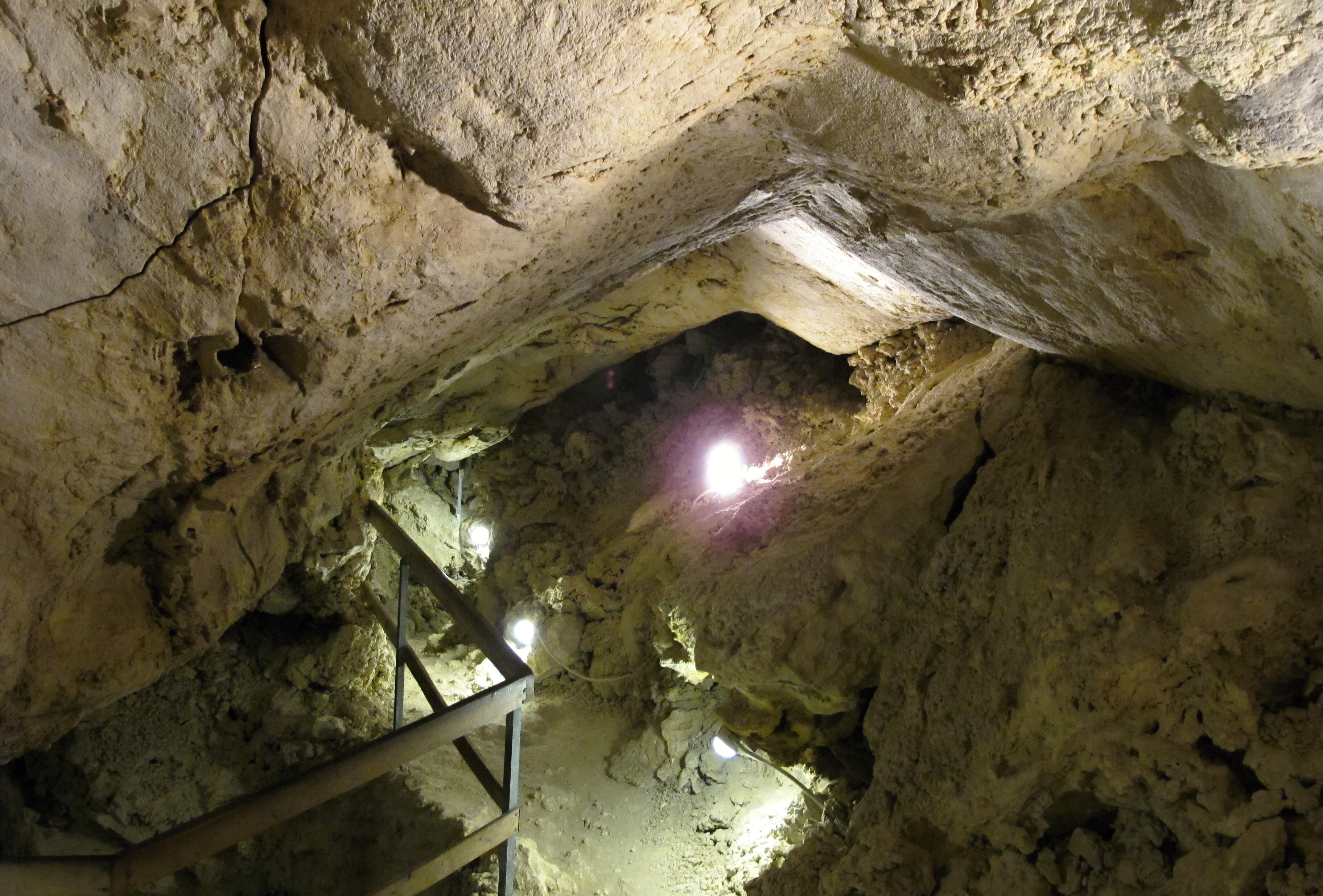
Turold-Höhle

## Tourismus
Von rund 2.000 Metern Höhle wurden rund 300 Meter für Besucher zugänglich gemacht. Über viele Stiegenanlagen führt der Weg rund 37 Meter tief zu einem unterirdischen See hinab.
In der Jeskyně na Turoldu bildeten sich keine Tropfsteine, dafür aber an zahlreichen Stellen eine Ausschmückung, die an Korallen erinnert (Turold-Ausschmückung) und weltweit nur in drei Höhlen bekannt ist.
Der rund 300 Meter lange frei zugängliche Weg zum eigentlichen Höhleneingang wurde als Lehrpfad mit acht tschechisch beschrifteten Schautafeln gestaltet.